# Transport rowerowy w Poznaniu

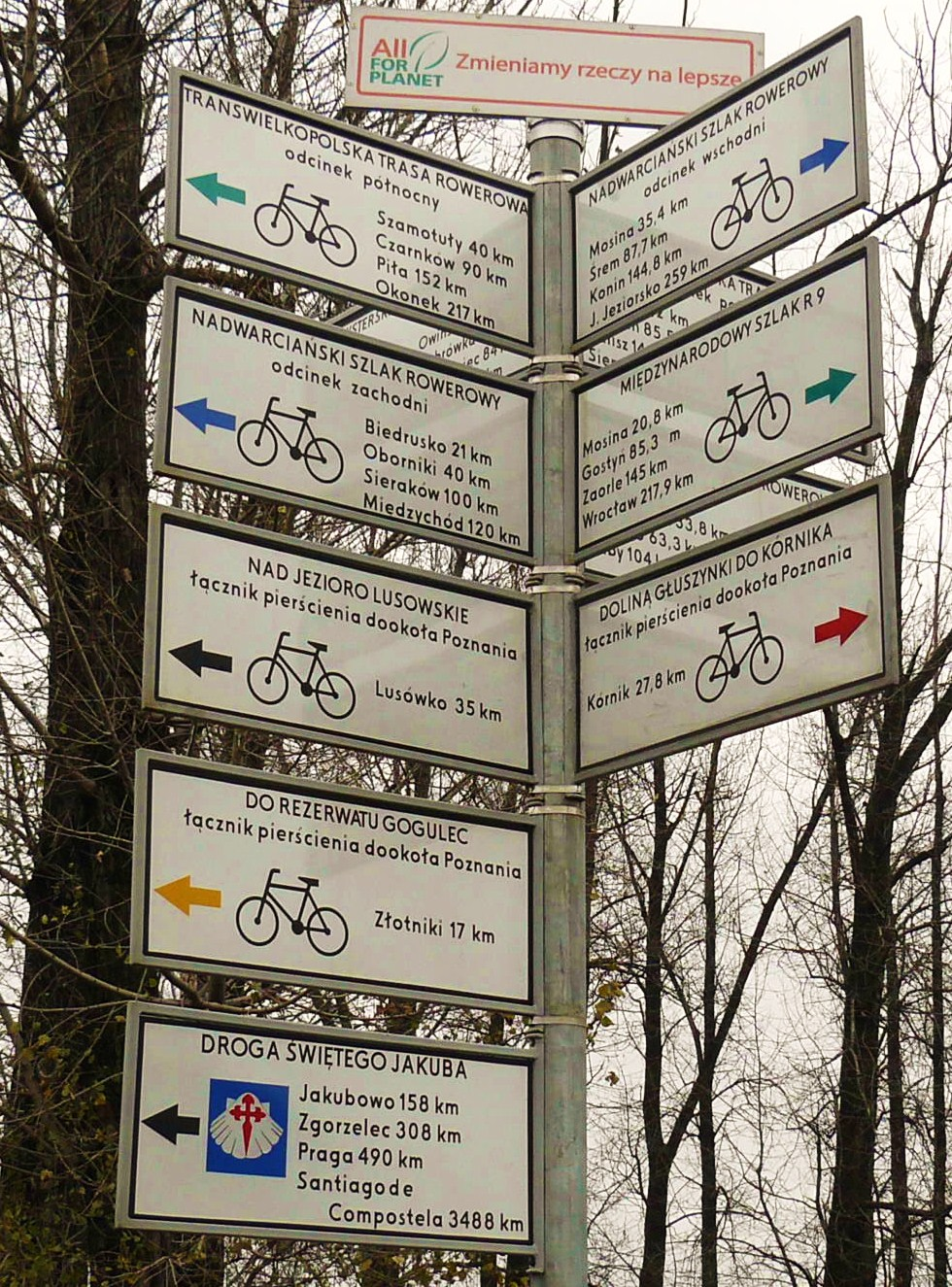
Drogowskazy Poznańskiego Węzła Rowerowego

Transport rowerowy w Poznaniu – sieć ścieżek rowerowych oraz ich infrastruktura w Poznaniu.

## Dane ogólne
W 2016 łączna długość infrastruktury rowerowej (pasy ruchu dla rowerów (bez kontrapasów), drogi dla rowerów i drogi dla rowerów i pieszych) wyniosiła około 150 km, nawierzchnia większości z nich była asfaltowa. W 2021 ich długość osiągnęła 301,6 km, a na koniec roku 2022 było to 333,53 km.

## Poznański Węzeł Rowerowy
Poznański Węzeł Rowerowy jest to centralny węzeł Wielkopolskiego Systemu Szlaków Rowerowych, zlokalizowany w Poznaniu, przy południowo-zachodnim krańcu Jeziora Maltańskiego, w pobliżu ul. abpa Antoniego Baraniaka. Otwarcie nastąpiło 6 czerwca 2009.
Węzeł oznaczony jest wysokim drogowskazem ze strzałkami wskazującymi poszczególne szlaki i ich kilometraż. Obok stoją dwie tablice informacyjne z mapami oraz parking rowerowy. Dojazd zapewniają drogi rowerowe z wszystkich kierunków. Na węźle krzyżują lub rozpoczynają się następujące szlaki:
| Nazwa                                                     | Kolor oznakowania | Długość | Rok oznakowania |
| --------------------------------------------------------- | ----------------- | ------- | --------------- |
| Piastowski Trakt Rowerowy                                 | czarny            | 104 km  | 1994            |
| Szlak Stu Jezior                                          | czarny            | 110 km  | 1999            |
| Szlaki łącznikowe Pierścienia Rowerowego dookoła Poznania | różne             |         | 2001            |
| Transwielkopolska Trasa Rowerowa – odcinek północny       | zielony           | 200 km  | 2002            |
| Transwielkopolska Trasa Rowerowa – odcinek południowy     | zielony           | 280 km  | 2003            |
| Ziemiański Szlak Rowerowy                                 | zielony           | 245 km  | 2004            |
| Nadwarciański Szlak Rowerowy – odcinek wschodni           | niebieski         | 259 km  | 2005            |
| Nadwarciański Szlak Rowerowy – odcinek zachodni           | niebieski         | 122 km  | 2009            |
| EuroVelo 9 (polskie oznakowanie R-9)                      | zielony           | 218 km  |                 |

Dodatkowo oznaczony jest kilometraż rowerowej Drogi Świętego Jakuba do Santiago de Compostela w Hiszpanii (3488 km). Okolice Jeziora Maltańskiego są ponadto terenem intensywnie wykorzystywanym dla rekreacyjnej jazdy rowerami.
Budowę węzła sponsorowała fundacja ekologiczna All For Planet, związana z serwisem aukcyjnym Allegro.pl. Wykonawcą było Stowarzyszenie Rowerowa Wielkopolska. W inauguracyjnym przejeździe, zorganizowanym przez Sekcję Rowerzystów Miejskich udział wzięło około 300 rowerzystów.
Przez węzeł przebiega także pieszo-rowerowy Poznański Szlak Forteczny uruchomiony w 2016 roku.

## Kontraruch

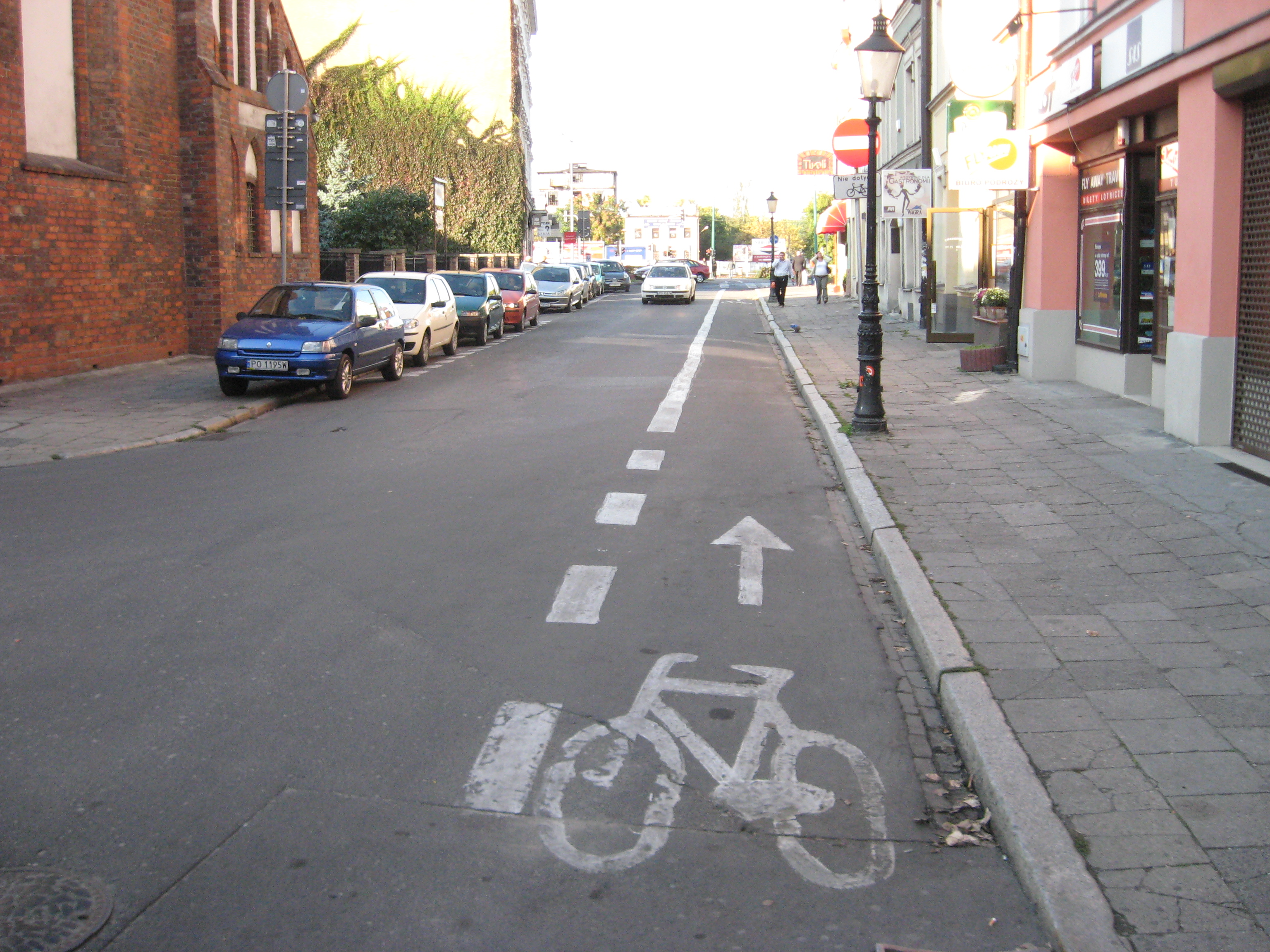
Kontrapas na ul. Wronieckiej

W 1993 roku na ulicy Wronieckiej został wyznaczony pierwszy w Polsce kontrapas, natomiast w 2015 wyznaczono pierwszą w mieście ulicę z kontraruchem – ul. Wieniawskiego.

## Nagrody i wyróżnienia
W 2014 w rankingu miast najbardziej przyjaznych rowerzystom przeprowadzonym przez magazynu Rowertour Poznań zajął 12. miejsca na 40 ocenionych miast, natomiast w 2016 roku miejsce 18. na 41 ocenionych miast.